# Быков, Роберт Евгеньевич
Роберт Евгеньевич Быков (31 мая 1928, Ошта, Ленинградская область — 2015) — специалист в области ТВ-техники, главный конструктор телекинокамеры КТ-19 (1956), доктор технических наук (1977), профессор (1979), Заслуженный деятель науки и техники РСФСР (1989).

## Биография
Родился 31.05.1928 года в с. Ошта Вытегорского района Вологодской области.
Окончил радиотелевизионный факультет ЛЭТИ (1952). До 1962 г. работал в ВНИИТ. Разрабатывал первую в СССР телекинокамеру КТ-19, запущенную в серийное производство.
В 1962—1975 гг. и. о. зав. кафедрой ЭМА ЛЭТИ. С 1975 г. работал на кафедре ТВ. Декан РТФ (1978—1988), заведующий кафедрой телевидения и видеотехники ЛЭТИ (1975—1998), с 1998 г. профессор этой кафедры, с 1999 г. профессор-консультант.
Похоронен на Северном кладбище Санкт-Петербурга.

## Награды и звания
Кандидат (1960), доктор (1977) технических наук (тема диссертации «Теория и принципы построения спектрозональных сканирующих измерительных систем для исследования биологических микроструктур»), профессор (1979).
Заслуженный деятель науки и техники РСФСР (1989). Почётный радист РФ (1997), почётный работник высшего образования РФ (1998).

## Научные труды
Автор более 200 научных трудов, 10 монографий, получил 24 авторских свидетельства и патента на изобретения.
- Телевизионные системы [Текст] : Учеб. пособие. — Ленинград : ЛЭТИ, 1978. — 81 с. : ил.; 20 см.
- Основы телевидения и видеотехники : учебник для студентов вузов, обучающихся по специальности «Радиотехника» направления «Радиотехника» / Р. Е. Быков. — Москва : Горячая линия-Телеком, 2006. — 398, [1] с. : ил.; 22 см. — (Учебник для высших учебных заведений. Специальность).; ISBN 5-93517-262-3
- Телевидение в медицине и биологии [Текст] / Р. Е. Быков, Ю. Ф. Коркунов. — Ленинград : Энергия. Ленингр. отд-ние, 1968. — 223 с., 2 л. ил. : ил.; 21 см.
- Системы телевизионной автоматики : Конспект лекций / Р. Е. Быков, Ю. М. Титов, Ю. Н. Хомяков. — Л. : ЛЭТИ, 1980. — 61 с. : ил.; 20 см.
- Телевизионные устройства [Текст] : Учеб. пособие / Р. Е. Быков, Ю. М. Титов, Г. А. Эйссенгардт. — Ленинград : [б. и.], 1979. — 63 с. : ил.; 20 см.
- Теоретические основы телевидения : Учеб. для студентов вузов, обучающихся по направлению «Радиотехника» / Р. Е. Быков; С.-Петерб. гос. электротехн. ун-т (ЛЭТИ) им. В. И. Ульянова (Ленина). — СПб. : Лань, 1998. — 286 с.; 21 см; ISBN 5-8114-0121-3
- Телевидение : [Учеб. пособие для радиотехн. спец. вузов] / Р. Е. Быков, В. М. Сигалов, Г. А. Эйссенгардт; Под ред. Р. Е. Быкова. — М. : Высш. шк., 1988. — 247,[1] с. : ил.; 22 см; ISBN 5-06-001229-8 (В пер.)
- Анализ и обработка цветных и объемных изображений. М.: Радио и связь, 1984 (в соавт.).